# Kaoru Takayama
Kaoru Takayama (jap. 高山 薫 Takayama Kaoru; ur. 8 lipca 1988) – japoński piłkarz występujący na pozycji napastnika. Obecnie występuje w Oita Trinita.

## Życiorys

### Kariera klubowa
Od 2011 roku występował w klubach Shonan Bellmare i Kashiwa Reysol.
1 stycznia 2019 podpisał kontrakt z japońskim klubem Oita Trinita, umowa do 31 stycznia 2020; kwota odstępnego 300 tys. euro.

## Sukcesy

### Klubowe
Shonan Bellmare
- Zwycięzca J2 League: 2017
- Zdobywca Pucharu Ligi Japońskiej: 2018